# 赤とんぼ
赤とんぼ（あかとんぼ）は、体色の赤いトンボの総称。「赤卒」（せきそつ）ということもある。

## 概要
通常はトンボ科アカネ属（アカトンボ属、Sympetrum属）に属するトンボを総称して呼ぶが、狭義には秋に平地に群を成して出現するアキアカネ（Sympetrum frequens）のみを指すことがある。ただし、専門知識なしにアキアカネと他のアカネ属のトンボを区別するのは難しい。
また、アカネ属であっても体色の赤くないナニワトンボやマダラナニワトンボを含まない場合もあったり、またトンボ科アカネ属以外の体色の赤いトンボ（ハッチョウトンボ、ショウジョウトンボ、ベニイトトンボ等）を含む場合もある。色は赤でなく黄色であるにもかかわらず、夏の終わりごろから群を成して出現するウスバキトンボが赤とんぼと呼ばれることも多い。
アキアカネの赤い体色は気温と関係があり、体温調節昆虫と呼ばれる場合がある。通常アキアカネのメスはオスに比べて赤色が淡いが、寒冷地では雌の赤い比率が高くなる。
アキアカネの特徴の一つとして止まり方が他のトンボが翅を水平のまま、若しくは垂直に閉じるのに対して、アキアカネは翅を体の下に徐々に下げて休むことが挙げられる。

## アカネ属（アカトンボ属）

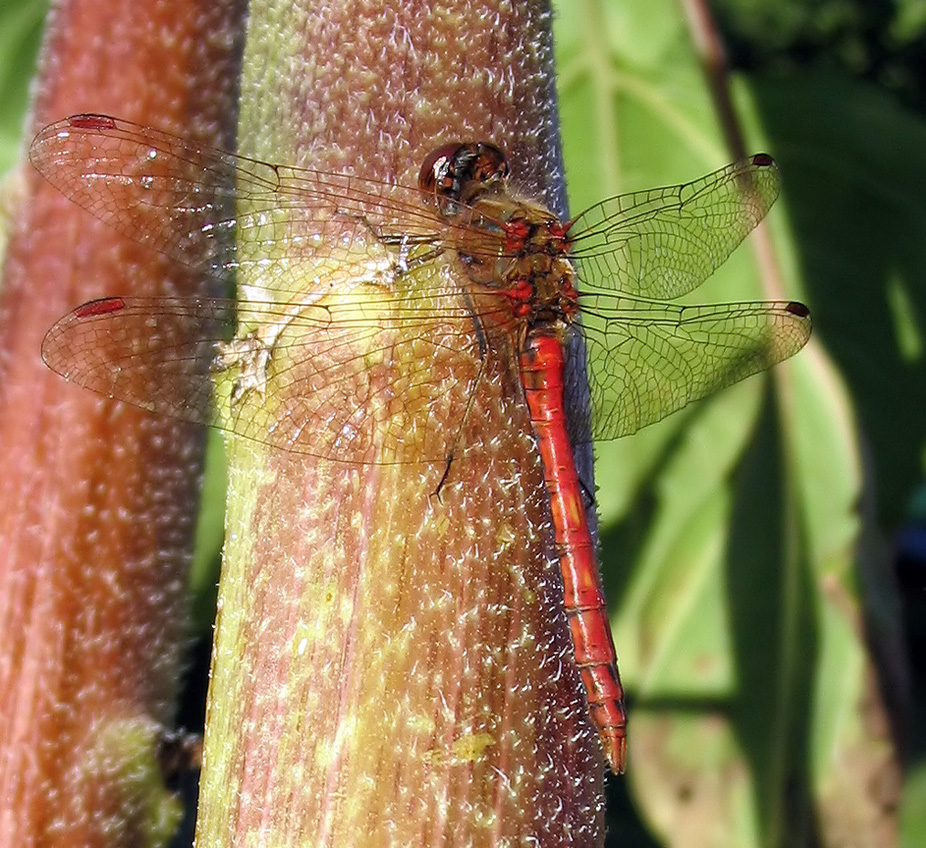
タイリクアカネのオス

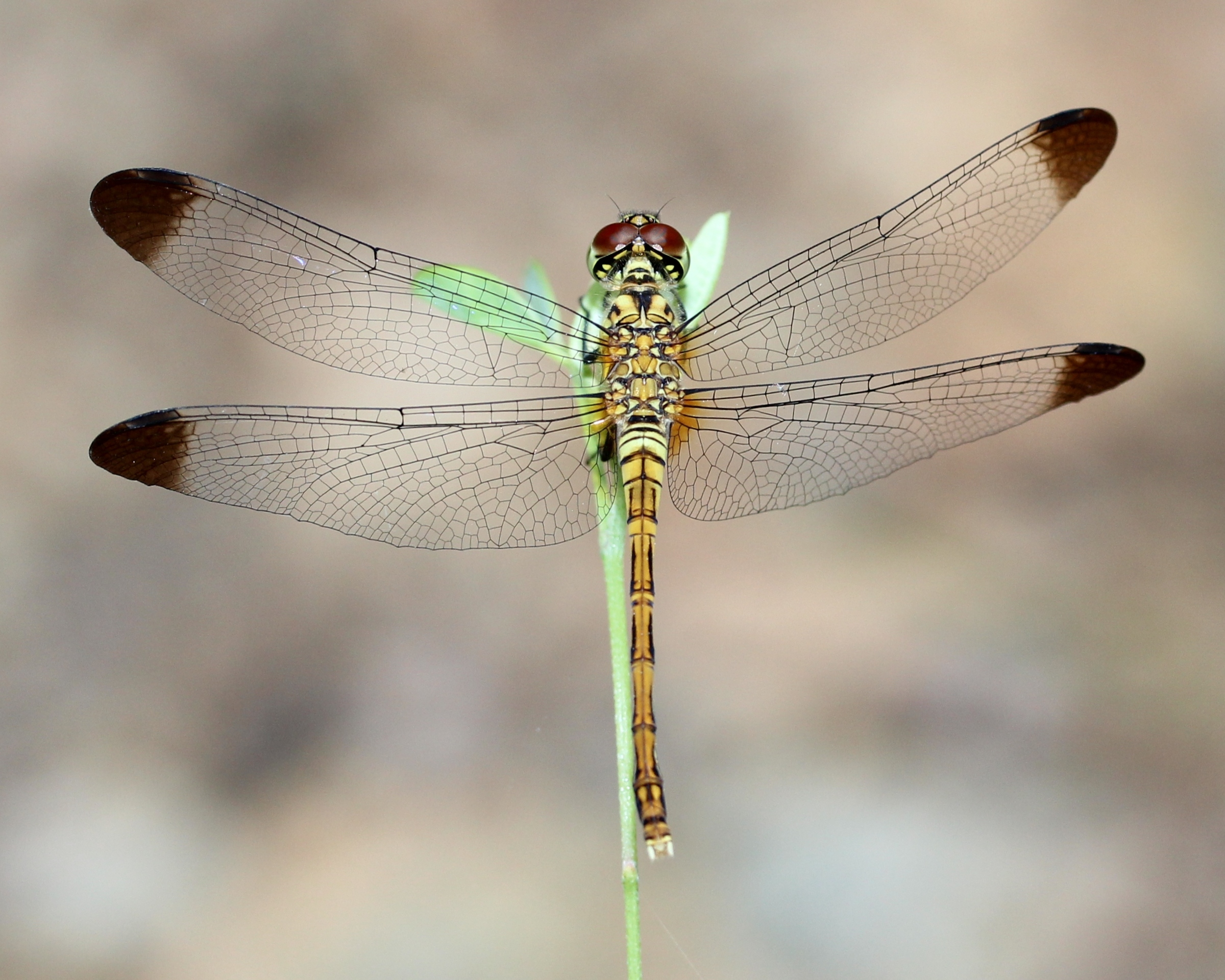
マユタテアカネのメス

世界でおよそ50種が記載されており、日本では21種類が記録されている。
- アキアカネ S. frequens
- タイリクアキアカネ S. depressiusculum
- タイリクアカネ S. striolatum imitoides
- ナツアカネ S. darwinianum
- スナアカネ S. fonscolombii
- エゾアカネ S. flaveolum flaveolum
- マユタテアカネ S. eroticum eroticum
- マイコアカネ S. kunckeli
- ヒメアカネ S. parvulum
- オナガアカネ S. cordulegaster
- ミヤマアカネ S. pedemontanum elatum
- ノシメトンボ S. infuscatum
- コノシメトンボ S. baccha matutinum
- リスアカネ S. risi risi
- ヒメリスアカネ S. risi yosico
- ムツアカネ S. danae
- ナニワトンボ S. gracile
- マダラナニワトンボ S. maculatum
- キトンボ S. croceolum
- オオキトンボ S. uniforme
- ネキトンボ S. speciosum speciosum

## ギャラリー

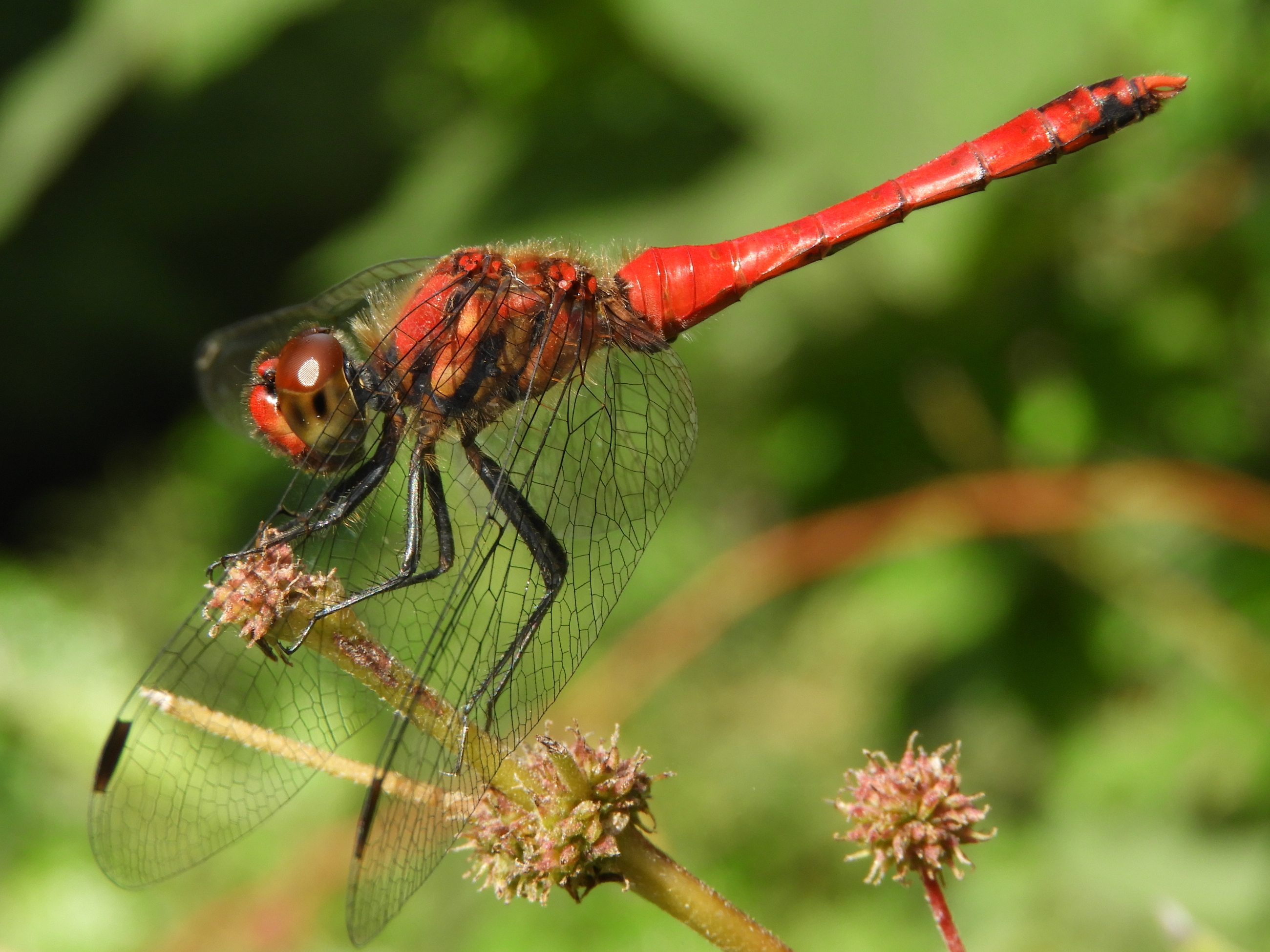
ナツアカネ
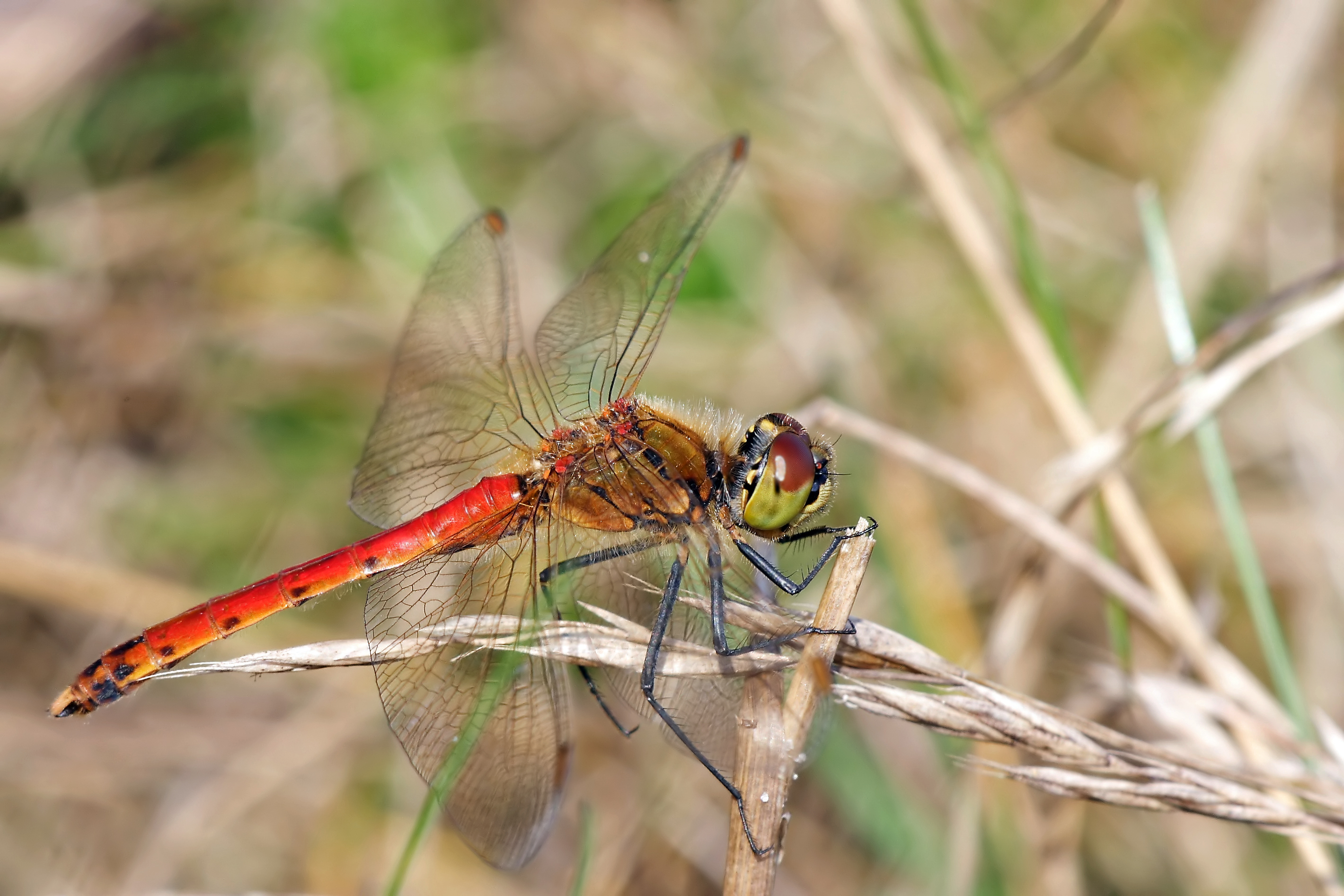
タイリクアキアカネ
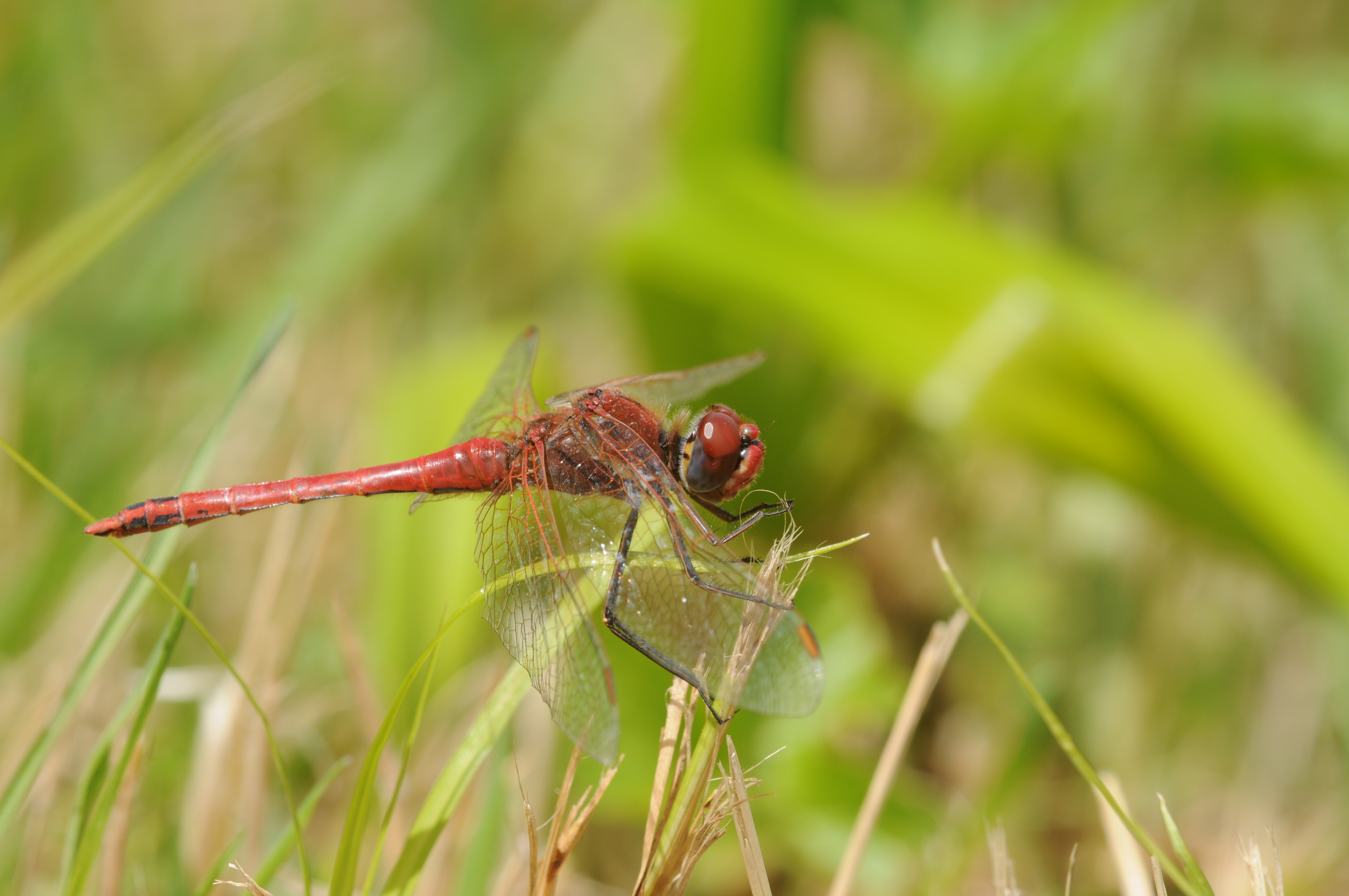
スナアカネ
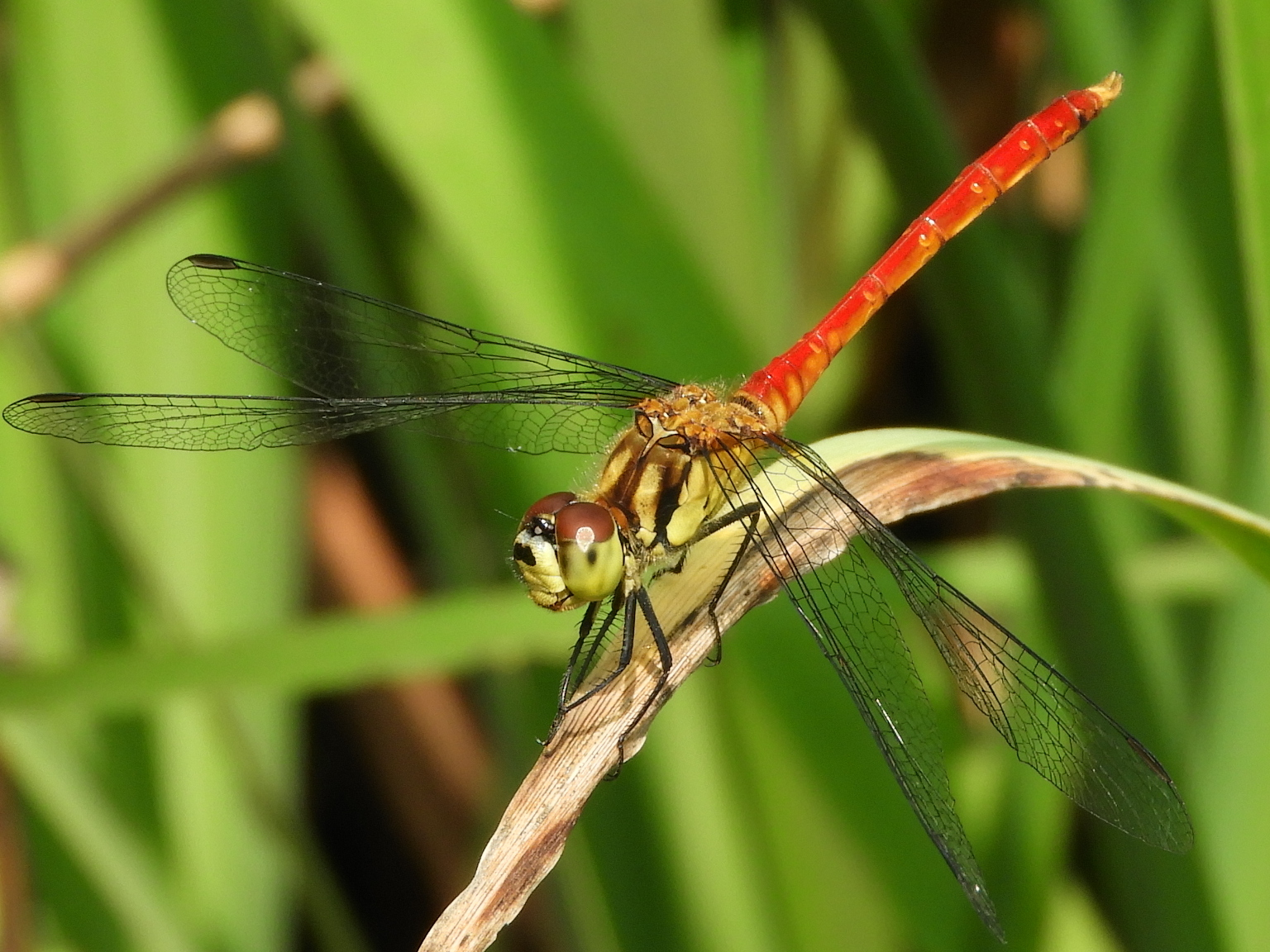
マユタテアカネ
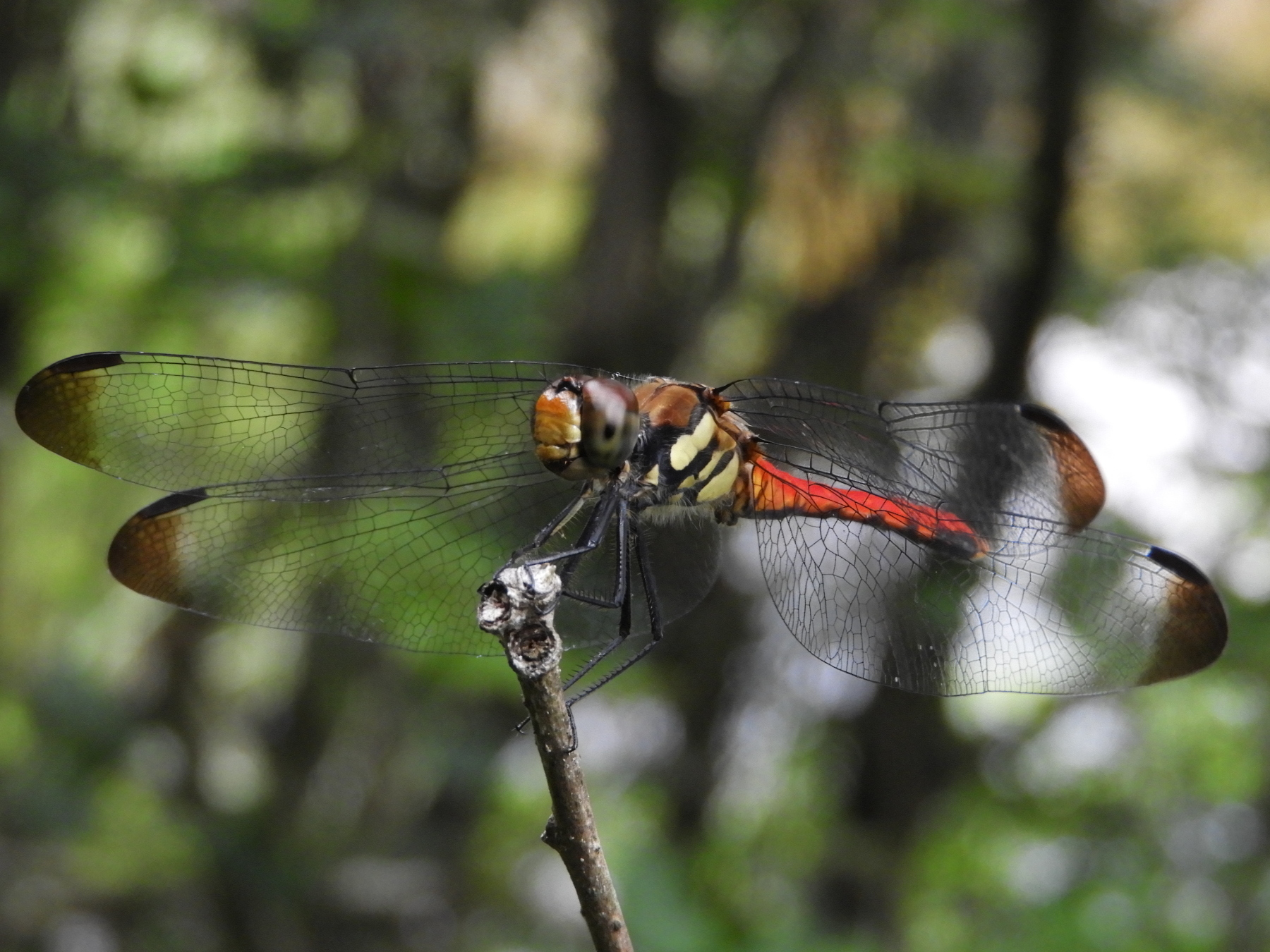
リスアカネ
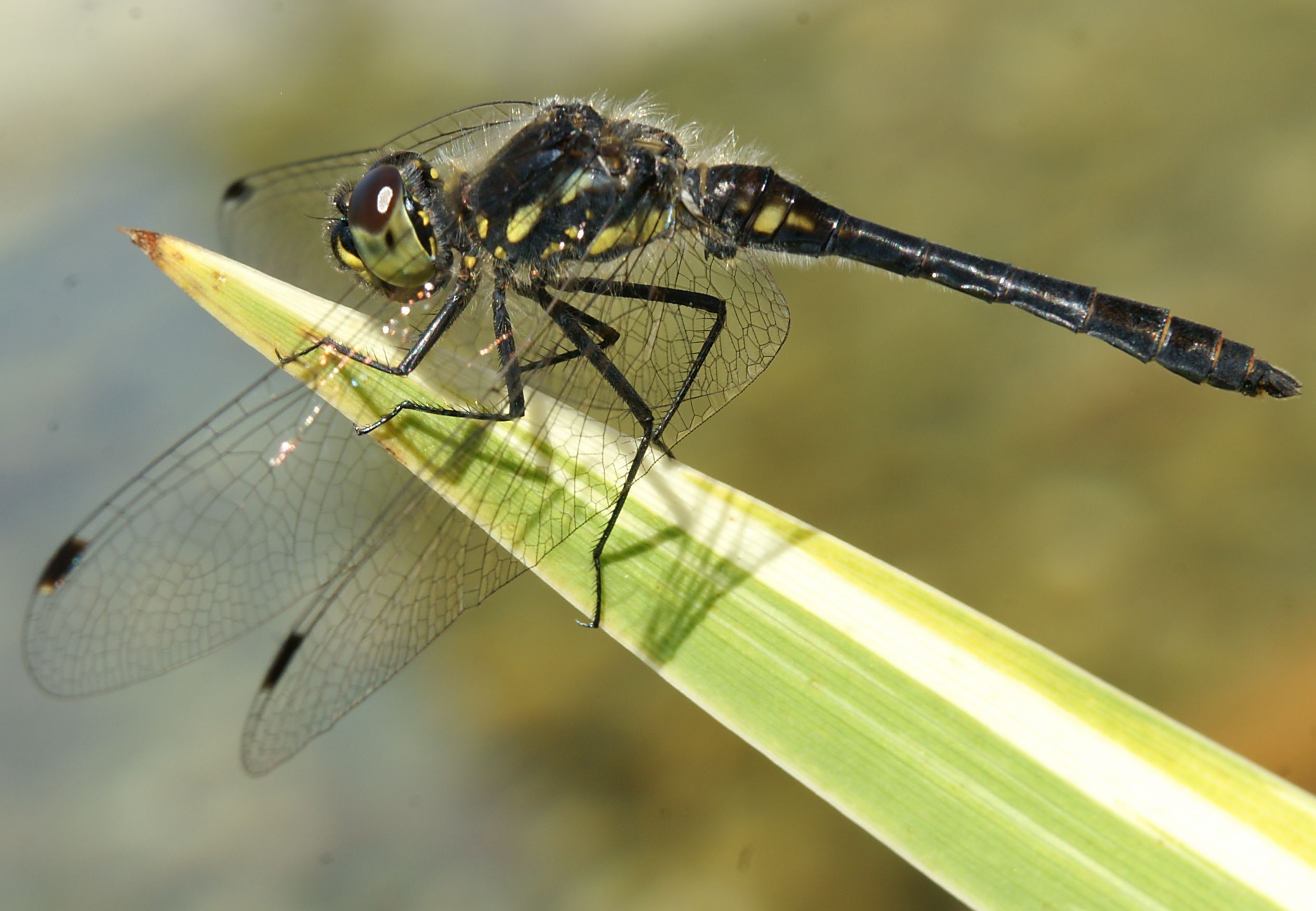
ムツアカネ
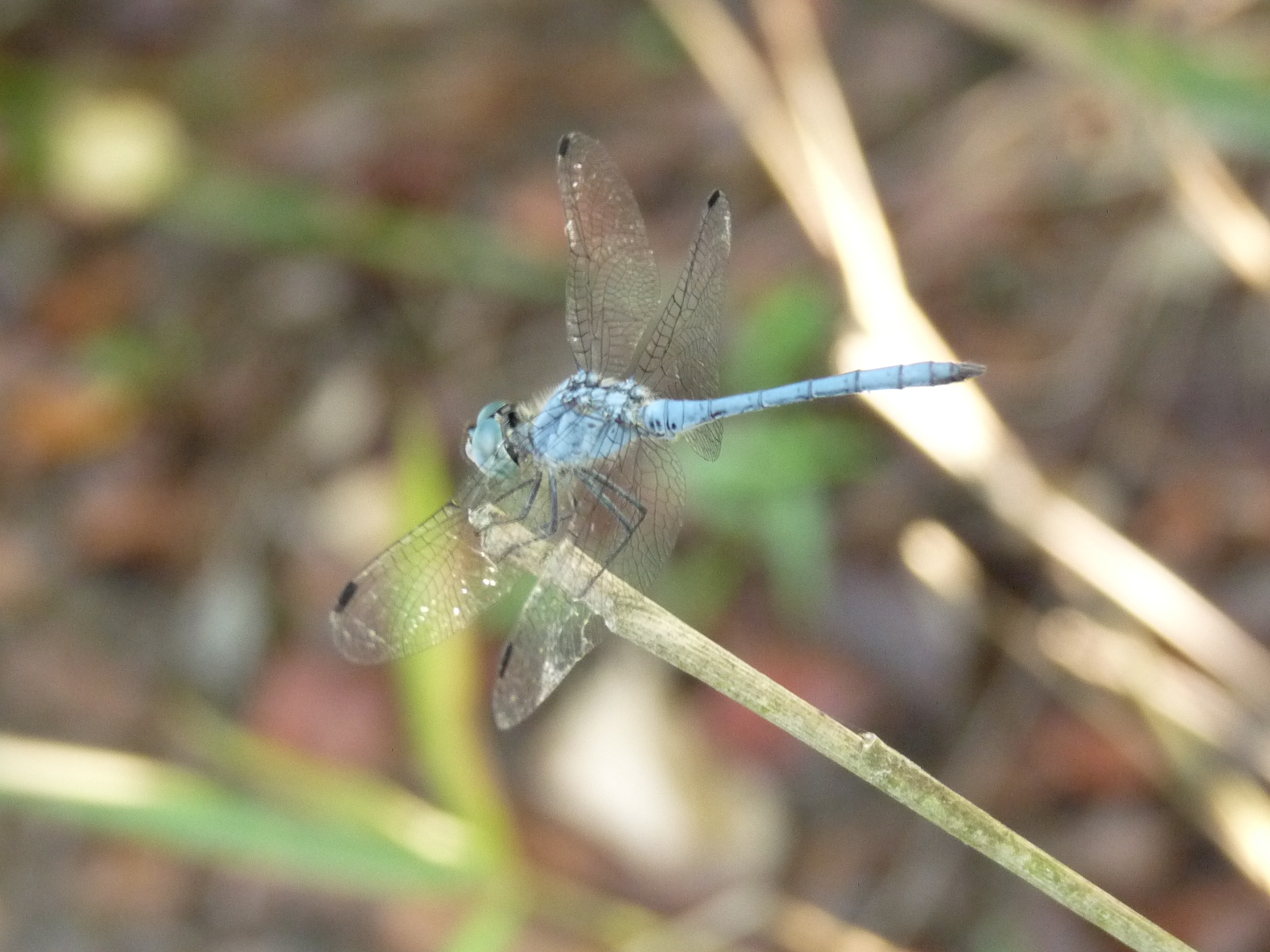
ナニワトンボ
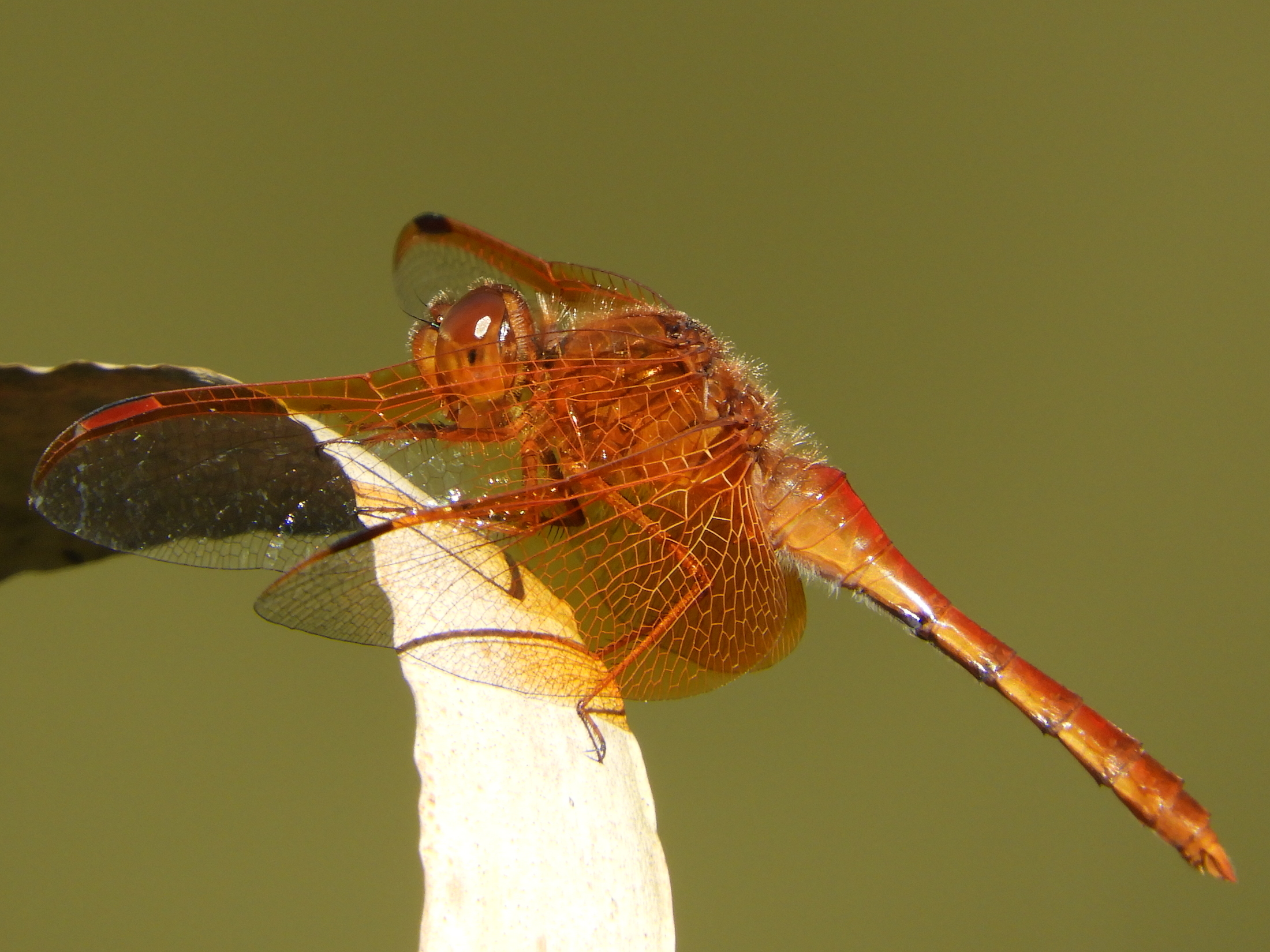
キトンボ

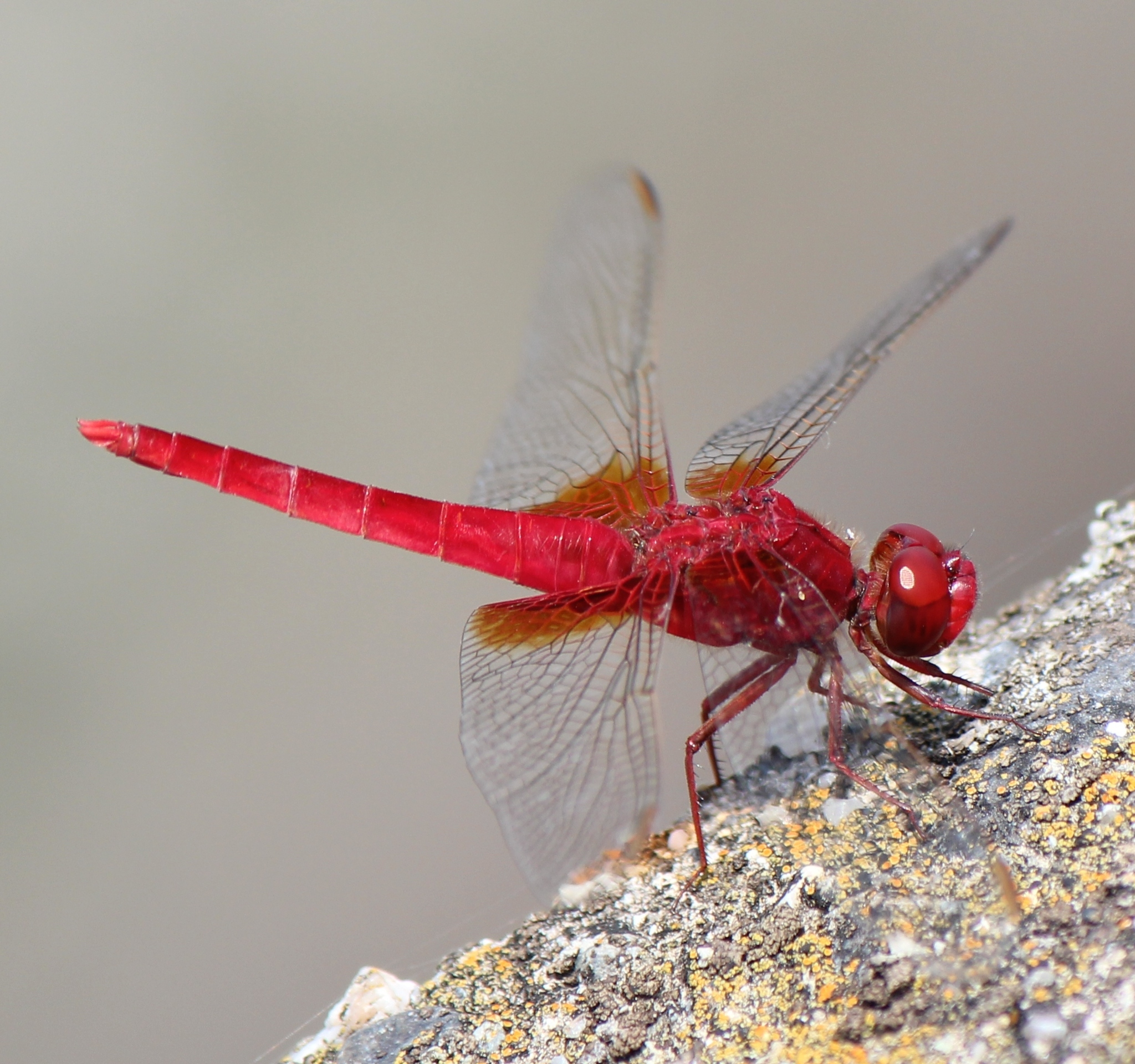
ショウジョウトンボ
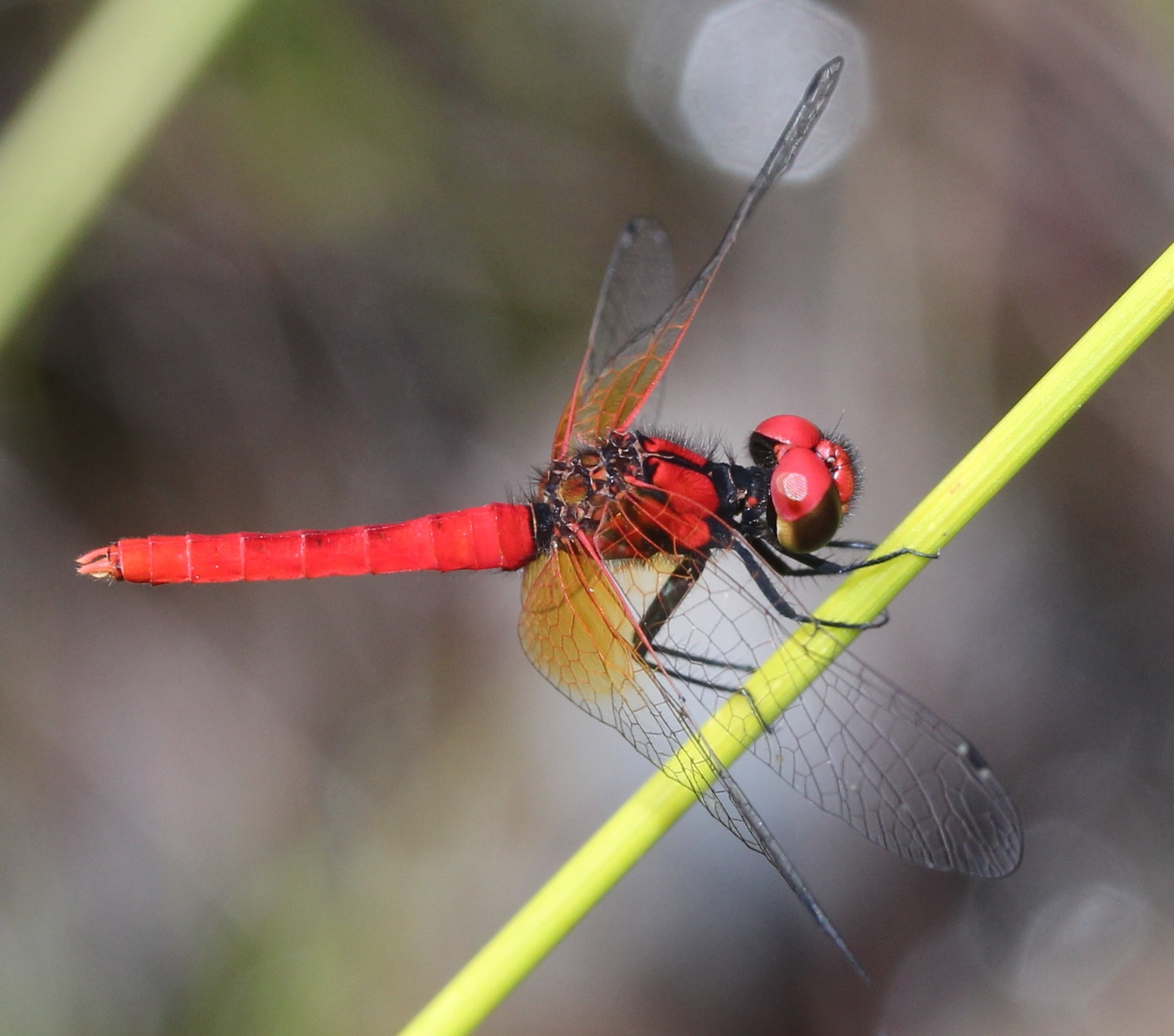
ハッチョウトンボ
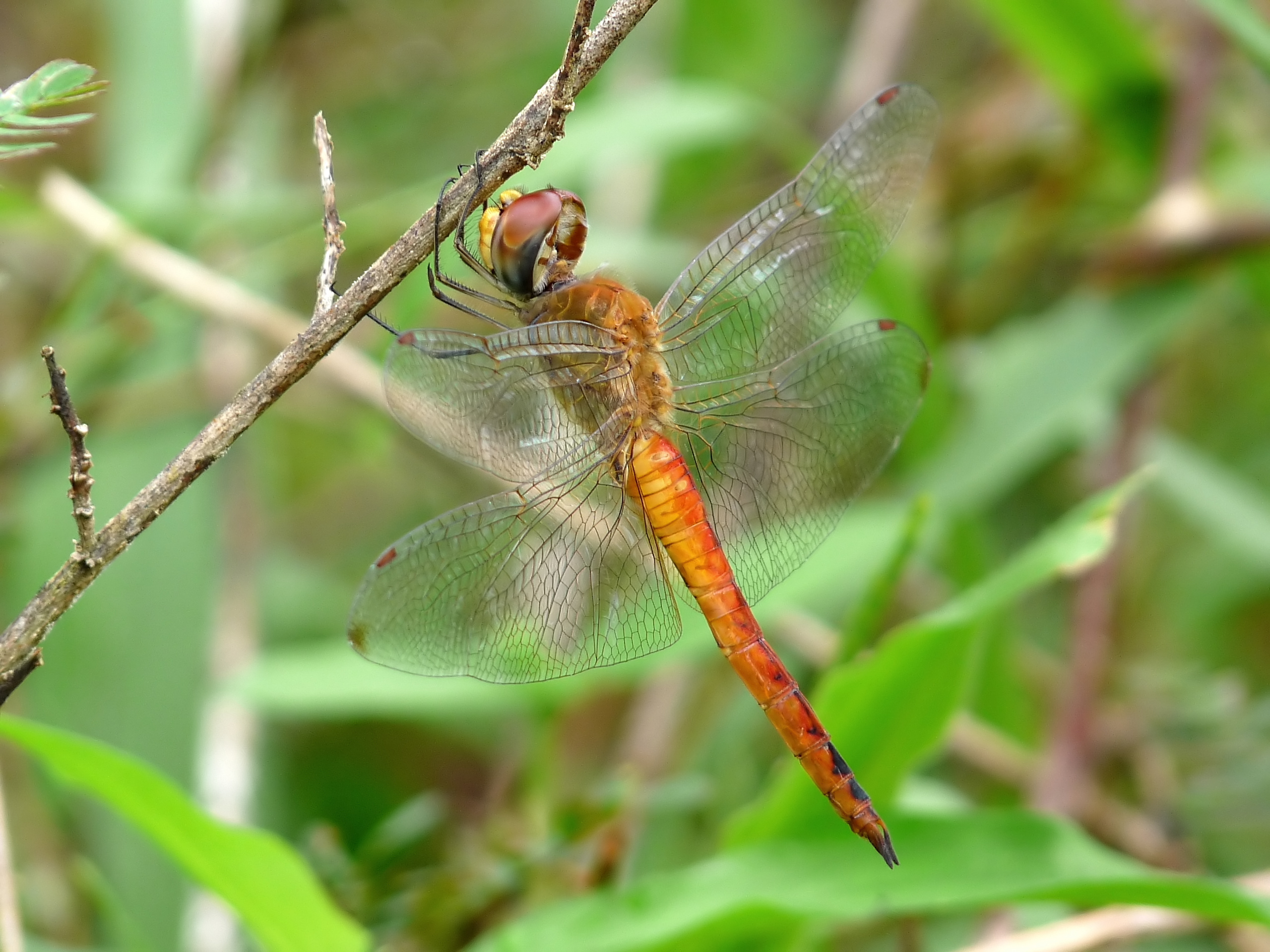
ウスバキトンボ